# Alessandro Orsini
Alessandro Orsini (Bracciano, 1592 – Bracciano, 22 agosto 1626) è stato un cardinale italiano.

## Biografia
Era il secondogenito e secondo figlio maschio del duca di Bracciano Virginio Orsini e di Flavia Damasceni Peretti, pronipote di papa Sisto V (1585-1590), la cui famiglia contava numerosi altri prelati, tra i quali i cardinali Alessandro Damasceni Peretti, suo zio. Era cardinale anche Federico Sforza, suo cugino per parte di padre.
Papa Paolo V lo elevò al rango di cardinale nel concistoro del 2 dicembre 1615 e gli affidò la diaconia di Santa Maria in Cosmedin.
Nel 1616, Galileo Galilei scrisse una lettera privata a lui indirizzata per spiegargli il moto del flusso delle maree, il cosiddetto Discorso sul flusso e il reflusso del mare.
Papa Gregorio XV lo nominò legato pontificio di Romagna, inviandolo a Ravenna. Quando la città fu colpita da un'epidemia, si distinse per le iniziative di carità. Negli ultimi anni intraprese una pratica di austero ascetismo e chiese, invano, la dispensa dal cardinalato per entrare nella Compagnia di Gesù, alla quale rimase comunque particolarmente vicino.

## Ascendenza
|                                              |   |                                            | Genitori                                                               |  |  | Nonni |  |  | Bisnonni                                |  |  | Trisnonni                                     |  |
|                                              |   |                                            |                                                                        |  |  |       |  |  | Girolamo Orsini, V signore di Bracciano |  |  | Gian Giordano Orsini, IX conte di Tagliacozzo |  |
|                                              |   |                                            |                                                                        |  |  |       |  |  | Girolamo Orsini, V signore di Bracciano |  |  | Gian Giordano Orsini, IX conte di Tagliacozzo |  |
|                                              |   | Felice della Rovere                        |                                                                        |  |  |       |  |  | Girolamo Orsini, V signore di Bracciano |  |  |                                               |  |
| Paolo Giordano I Orsini, I duca di Bracciano |   |                                            |                                                                        |  |  |       |  |  | Girolamo Orsini, V signore di Bracciano |  |  |                                               |  |
|                                              |   | Francesca Sforza di Santa Fiora            | Bosio II Sforza, XI conte di Santa Fiora                               |  |  |       |  |  |                                         |  |  |                                               |  |
|                                              |   | Francesca Sforza di Santa Fiora            | Bosio II Sforza, XI conte di Santa Fiora                               |  |  |       |  |  |                                         |  |  |                                               |  |
|                                              |   | Francesca Sforza di Santa Fiora            | Costanza Farnese                                                       |  |  |       |  |  |                                         |  |  |                                               |  |
| Virginio Orsini, II duca di Bracciano        |   | Francesca Sforza di Santa Fiora            |                                                                        |  |  |       |  |  |                                         |  |  |                                               |  |
|                                              |   | Cosimo I de' Medici, I granduca di Toscana | Ludovico "Giovanni delle Bande Nere" de' Medici                        |  |  |       |  |  |                                         |  |  |                                               |  |
|                                              |   | Cosimo I de' Medici, I granduca di Toscana | Ludovico "Giovanni delle Bande Nere" de' Medici                        |  |  |       |  |  |                                         |  |  |                                               |  |
|                                              |   | Cosimo I de' Medici, I granduca di Toscana | Maria Salviati                                                         |  |  |       |  |  |                                         |  |  |                                               |  |
| Isabella de' Medici                          |   | Cosimo I de' Medici, I granduca di Toscana |                                                                        |  |  |       |  |  |                                         |  |  |                                               |  |
|                                              |   | Leonor Álvarez de Toledo y Osorio          | Pedro Álvarez de Toledo y Zúñiga, V marchese di Villafranca del Bierzo |  |  |       |  |  |                                         |  |  |                                               |  |
|                                              |   | Leonor Álvarez de Toledo y Osorio          | Pedro Álvarez de Toledo y Zúñiga, V marchese di Villafranca del Bierzo |  |  |       |  |  |                                         |  |  |                                               |  |
|                                              |   | Leonor Álvarez de Toledo y Osorio          | María Osorio y Pimentel                                                |  |  |       |  |  |                                         |  |  |                                               |  |
| Alessandro Orsini                            |   | Leonor Álvarez de Toledo y Osorio          |                                                                        |  |  |       |  |  |                                         |  |  |                                               |  |
|                                              | … | …                                          |                                                                        |  |  |       |  |  |                                         |  |  |                                               |  |
|                                              | … | …                                          |                                                                        |  |  |       |  |  |                                         |  |  |                                               |  |
|                                              | … | …                                          |                                                                        |  |  |       |  |  |                                         |  |  |                                               |  |
| Fabio Damasceni                              | … |                                            |                                                                        |  |  |       |  |  |                                         |  |  |                                               |  |
|                                              |   | …                                          | …                                                                      |  |  |       |  |  |                                         |  |  |                                               |  |
|                                              |   | …                                          | …                                                                      |  |  |       |  |  |                                         |  |  |                                               |  |
|                                              |   | …                                          | …                                                                      |  |  |       |  |  |                                         |  |  |                                               |  |
| Flavia Damasceni Peretti                     |   | …                                          |                                                                        |  |  |       |  |  |                                         |  |  |                                               |  |
|                                              |   | Giambattista Mignucci                      | Tullio Mignucci                                                        |  |  |       |  |  |                                         |  |  |                                               |  |
|                                              |   | Giambattista Mignucci                      | Tullio Mignucci                                                        |  |  |       |  |  |                                         |  |  |                                               |  |
|                                              |   | Giambattista Mignucci                      | …                                                                      |  |  |       |  |  |                                         |  |  |                                               |  |
| Maria Felice Mignucci Peretti                |   | Giambattista Mignucci                      |                                                                        |  |  |       |  |  |                                         |  |  |                                               |  |
|                                              |   | Camilla Peretti, marchesa di Venafro       | Francesco Piergentile "Peretto di Montalto"                            |  |  |       |  |  |                                         |  |  |                                               |  |
|                                              |   | Camilla Peretti, marchesa di Venafro       | Francesco Piergentile "Peretto di Montalto"                            |  |  |       |  |  |                                         |  |  |                                               |  |
|                                              |   | Camilla Peretti, marchesa di Venafro       | Mariana Ricucci                                                        |  |  |       |  |  |                                         |  |  |                                               |  |
|                                              |   | Camilla Peretti, marchesa di Venafro       |                                                                        |  |  |       |  |  |                                         |  |  |                                               |  |